# TV Niue
Television Niue o TV Niue és un canal de televisió públic de Niue. És propietat de la Corporació de Radiodifusió de Niue.

## Història
El primer intent de portar un servei de televisió a Niue va sorgir el 1986, quan John Bliss de l'estat nord-americà de Nevada va obtenir el permís del govern per instal·lar una xarxa de cable alimentada a cada poble des d'una antena terrestre situada a la capital, Alofi. El servei de subscripció cobrava una tarifa d'instal·lació de 50 $ NZ per al descodificador i 5 $ NZ per a una subscripció mensual. El contingut es va retransmetre des del satèl·lit Intelsat, amb retransmissions del Servei de Ràdio i Televisió de les Forces Armades nord-americanes, així com pel·lícules dels Estats Units en blanc i negre pregravades de The Nostalgia Channel. El sistema utilitzava NTSC per a la gravació i PAL per a la transmissió. El servei va ser proporcionat per Bliss Cablevision, que al llarg de tres anys havia ampliat la seva cobertura a tota l'illa. El nou servei s'emet al canal 6.
Quan el cable subterrani prop de Lakepa estava a punt de finalitzar, l'empresa va ser suspesa i els seus actius van ser assumits pel govern, que amb l'ajuda de Television New Zealand, el va substituir per un servei terrestre. El servei era propietat de BCN, de nova creació.
A principis dels anys 2000, Shona Pitt, actual propietària de Cook Islands Television, era també la propietària de l'emissora.
Actualment BCN és responsable d'una xarxa múltiplex digital de diversos canals retransmesos juntament amb el servei local. L'octubre de 2019 es van afegir tres canals nous de Discovery Communications (l'actual Warner Bros. Discovery)

## Programació
En els seus primers anys, TV Niue rebia la programació del Servei del Pacífic de TVNZ, que subministrava a l'estació cintes de vídeo setmanalment. La One Network News (canal de notícies de la televisió de Nova Zelanda) i esdeveniments esportius s'hi retransmetien per satèl·lit.
El canal produeix butlletins de notícies tant en anglès com en niueà.